# Systremma ennomodes
Systremma ennomodes är en fjärilsart som beskrevs av George Francis Hampson 1926. Systremma ennomodes ingår i släktet Systremma och familjen nattflyn. Inga underarter finns listade i Catalogue of Life.